# Aiguamoll

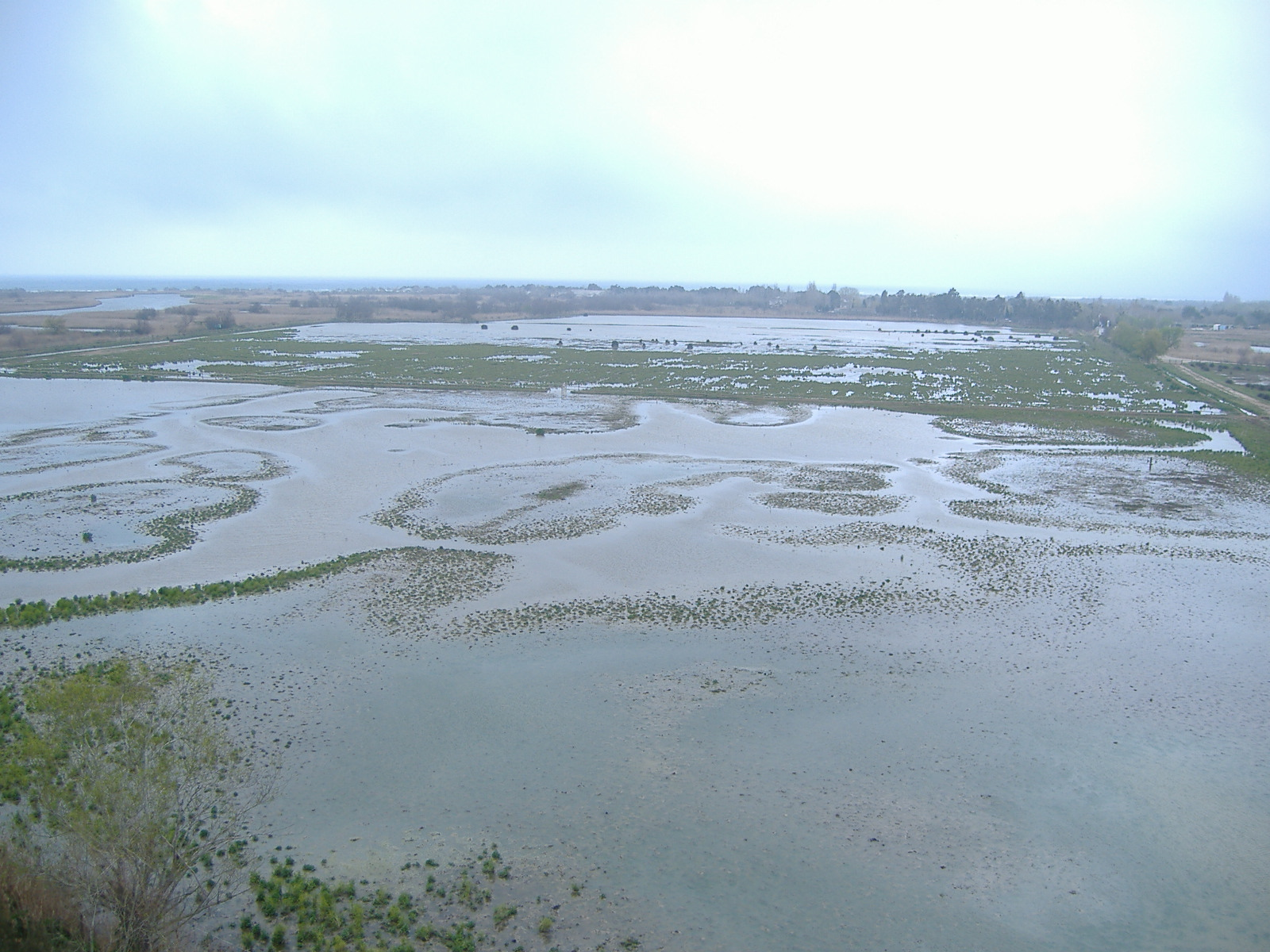
Aiguamolls de l'Empordà

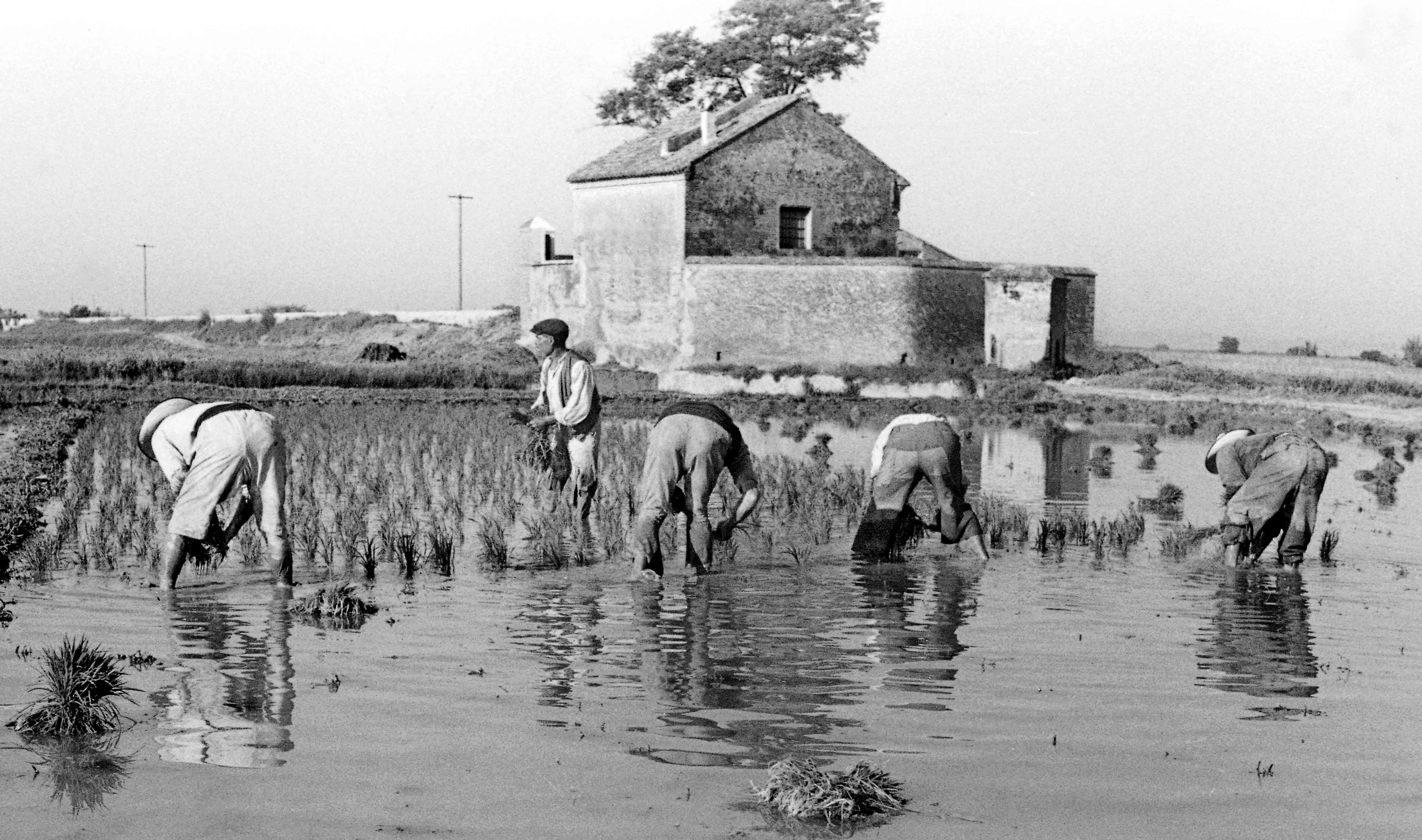
Marjal valencià convertit en arrossar, al Cano d'Alginet, el 1949. Actualment camp de fruiters.

En geografia, un aiguamoll, aiguamoix, maresma/maresme, marenda, mareny, marjal, mullera o patamoll és un terreny impermeable i planer amb herbes, joncs, canyes, boga i altres plantes herbàcies (a vegades, amb la presència també de plantes llenyoses d'alçada reduïda, com els tamarius) en un medi d'aigües someres.

## La paraula i el seu ús
La paraula «aiguamoll» era un mot en desús fins que el Grup de Defensa dels Aiguamolls Empordanesos la va rescatar utilitzant-la en la campanya «Els últims aiguamolls de l'Empordà en perill» l'any 1976.
Normalment s'utilitza en el plural, especialment com a topònim: «aiguamolls». Per això es parla dels aiguamolls de l'Empordà, els aiguamolls del Llobregat, els aiguamolls del Baix Ter, els aiguamolls del Guadalquivir, a Doñana, els aiguamolls de Salburua, al País Basc, els aiguamolls d'Ichkeul, a Tunísia, els aiguamolls de Rugezi, a Ruanda, els aiguamolls de Pinsk, a Belarús, etc. Se sol usar el mot «aiguamoll» per a aquells ecosistemes pantanosos on dominen les canyes, les herbes i les plantes baixes, i «pantà» per a aquells on predominen els arbres. L'aigua d'un pantà pot ser també d'aigua dolça, salobre o salada.

## Aiguamolls litorals
Els aiguamolls costaners, també anomenats «maresmes» i, sobretot al País Valencià, «marjals» i «marenys», poden estar associats amb estuaris o amb petits estrets o graus entre bancs de sorra (cordons litorals) i la costa, també coneguts com a albuferes. Originàriament, les marjals valencianes estaven ocupades per joncars, que posteriorment foren convertits en arrossars (la Plana, Camp de Morvedre, Ribera Baixa, Safor, Marina Alta) i després a costa de grans esforços, en tarongerars. A la llenca arenosa o cordó litoral que separa les marjals de la mar, lliure d'inundacions, hi foren establerts els graus.
A la Catalunya Nord s'usa el terme «estany» (estany litoral) per als de vora mar, separats de mar oberta per un cordó litoral, i «mullera» o «aiguamoix» per als altres, de menys extensió. Una salanca és un terreny salobrenc, on hi ha poden abundar els estanys litorals, d'aquí el nom de la subcomarca de la plana del Rosselló.
Un maresme és format pels marges dels rius o rieres quan s'inunden amb l'aigua del mar.

## Ecologia
Els aiguamolls són una zona humida i constitueix un ecosistema de vital importància, ja que sovint serveixen com a terreny de cria per a una gran varietat de vida animal. Per això molts es troben protegits com a parcs naturals. Aquests espais atreuen tant ornitòlegs com els aficionats que volen observar ocells, especialment els limícoles, ànecs i rapinyaires.
Està dominat per espècies de plantes herbàcies, joncs o canyes, en lloc de llenyoses. Sovint es poden trobar aiguamolls a les vores de llacs i rierols, on formen una transició entre els ecosistemes aquàtics i terrestres. Si hi ha plantes llenyoses, tendeixen a ser arbustos de creixement baix, i de vegades s'anomenen carrs. Aquesta forma de vegetació és la que diferencia els aiguamolls d'altres tipus de zones humides com els pantans, que estan dominats pels arbres, i que han acumulat dipòsits de torba àcida.
Els aiguamolls proporcionen hàbitats per a molts tipus d'invertebrats, peixos, amfibis, aus aquàtiques i mamífers aquàtics. Aquesta productivitat biològica significa que els aiguamolls contenen el 0,1% del carboni terrestre segrestat global. A més, tenen una influència rellevant en la resiliència climàtica de les zones costaneres i les vies navegables que absorbeixen les marees altes i altres canvis d'aigua a causa del clima extrem. Encara que s'espera que alguns aiguamolls migren cap a les terres altes, la majoria dels aiguamolls naturals es veuran amenaçats per l'augment del nivell del mar i l'erosió costanera associada.